# 江汉路站 (武汉地铁)
江汉路站位于中华人民共和国湖北省武汉市江汉区，是武汉地铁2号线与6号线的地铁换乘站。

## 车站结构
该站处于江汉路商圈的核心，2号线车站位于江汉路、中山大道、交通路和花楼街合围的区域内，并且车站正上方盖有商业建筑；6号线车站沿中山大道布置（民生路-江汉路段）。车站深达40米，因而采用地下四层建筑结构，两线车站均为岛式站台设计。
江汉路站属于装修特色站，2号线装修主题凸显“时尚江城”，6号线装修主题为“江汉记忆”。

### 6号线

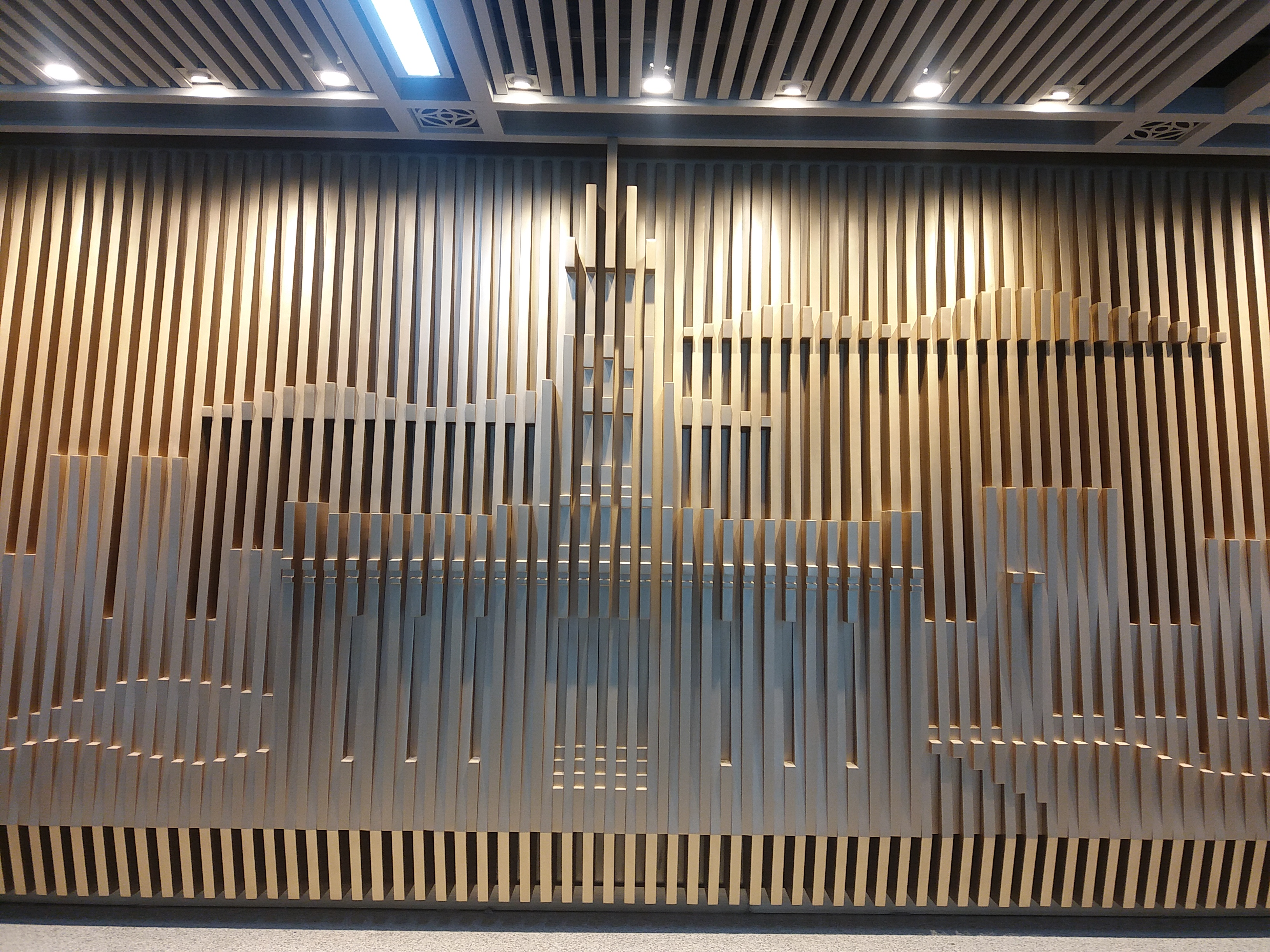
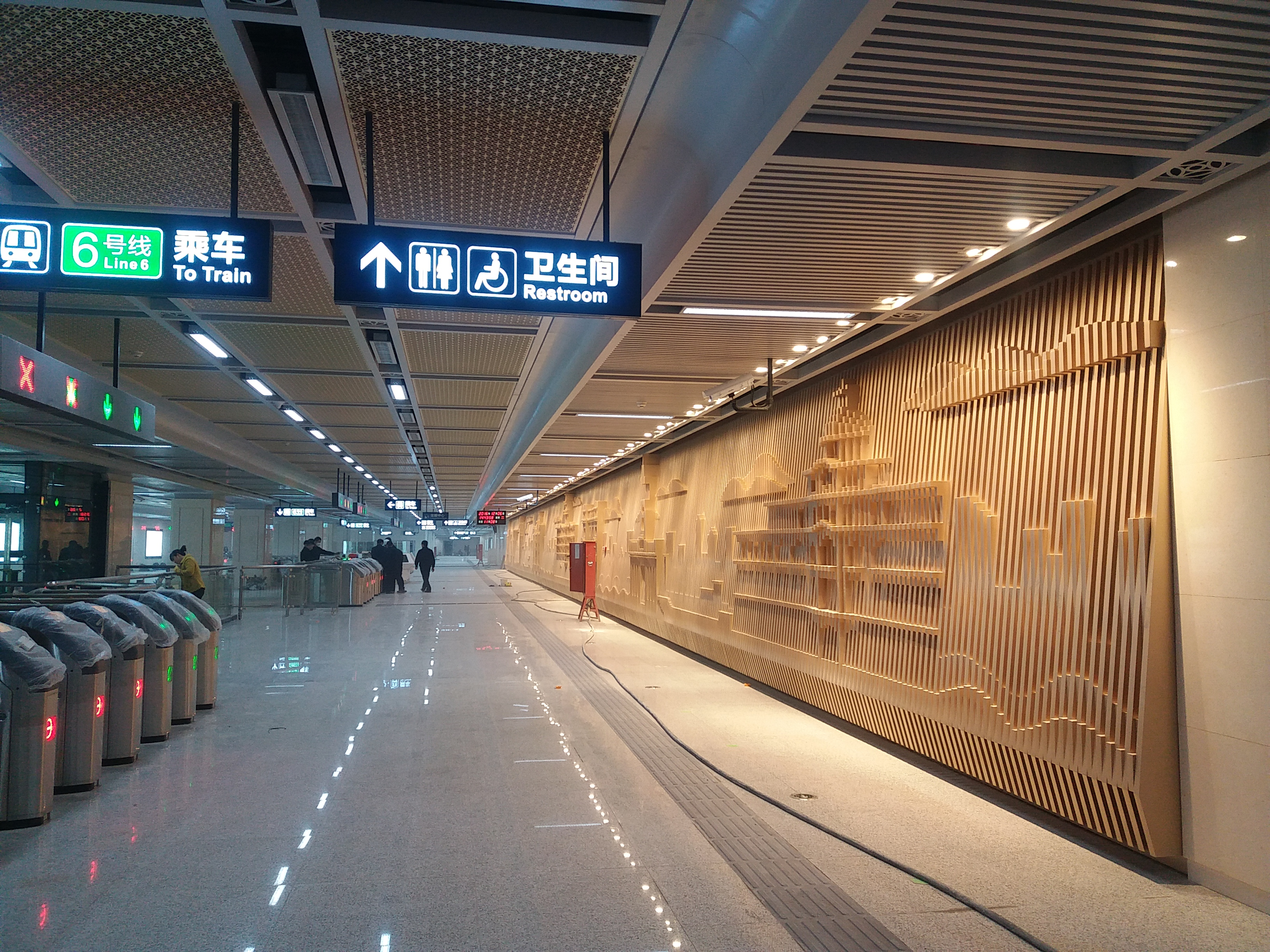
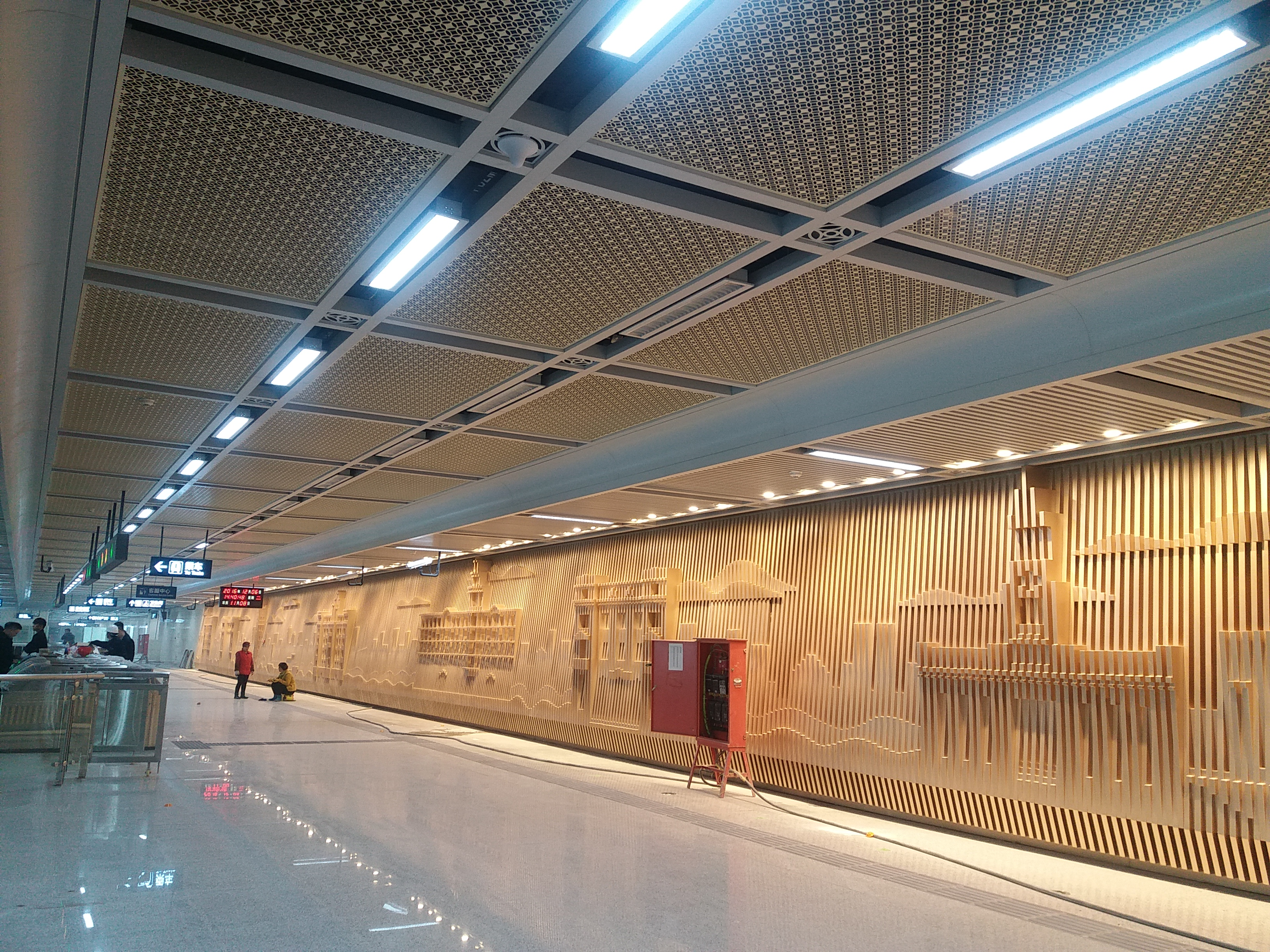
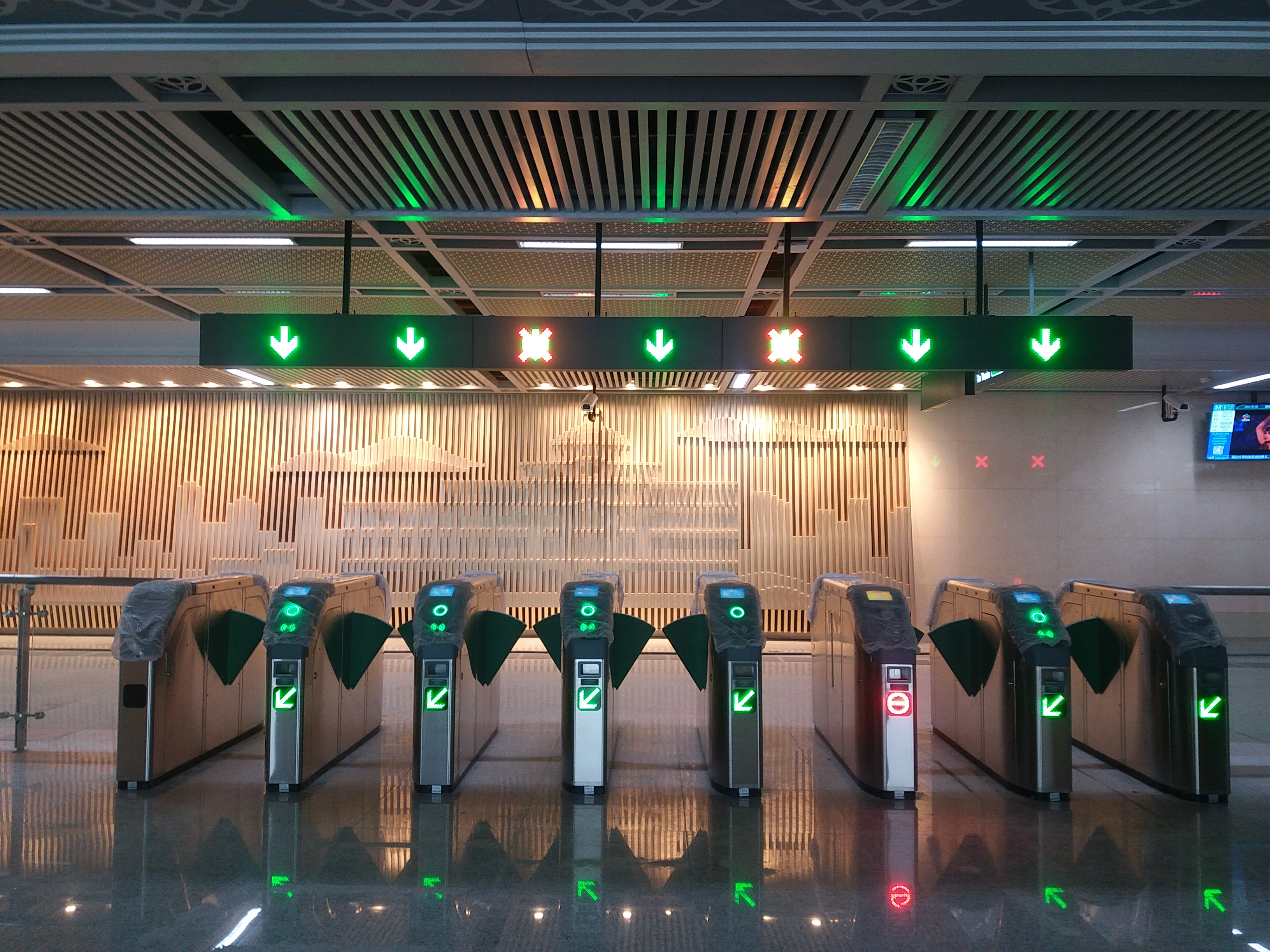

### 楼层分布
| 地面      |                                     | 地鐵出入口                                          |  |
| 地下 一層 |                                     | 地鐵商業街                                          |  |
| 地下 二層 | 2號線 站廳層                        | 售票機、客服中心、武漢通充值、洗手間、6號線换乘通道 |  |
| 地下 二層 | 6號線 站廳層                        | 售票機、客服中心、武漢通充值、洗手間、2號線换乘通道 |  |
| 地下 三層 |                                     | █ 6号线列車往东风公司（六渡桥站）                   |  |
| 地下 三層 | 島式月台，左邊車門將會開啟          |                                                     |  |
| 地下 三層 | █ 6号线列車往新城十一路（大智路站） |                                                     |  |
| 地下 四層 |                                     | █ 2号线列車往天河机场（循禮門站）                   |  |
| 地下 四層 | 島式月台，左邊車門將會開啟          |                                                     |  |
| 地下 四層 | █ 2号线列車往佛祖岭（積玉橋站）     |                                                     |  |

### 车站出口
|                                                 |      |      |                                                                                     |
|                                                 |      |      |                                                                                     |
| 出口編號                                        | 設施 | 照片 | 建議前往的目的地                                                                    |
| A                                               |      |      | 中山大道 江汉路步行街、新华书店、中国银行                                           |
| B                                               |      |      | 交通路 王府井百货、悦荟广场、Happy站台                                              |
| C                                               |      |      | 江汉路 花楼街、上海村、江汉关、中国工商银行汉口支行、悦荟广场、世纪江尚             |
| D                                               |      |      | 江汉路 胜利街、扬子社区、武汉市中心医院（南京路院区）                               |
| E                                               |      |      | 中山大道 江汉路步行街、华中里小学、中国银行、中心百货、新世界百货、联保社区、亨达利 |
| F                                               |      |      | 中山大道 前进五路、武汉市粮食局、叶开泰                                             |
| G                                               |      |      | 中山大道 前进五路、水塔、永康里社区                                                 |
| H                                               |      |      | 中山大道 武汉关小学、新佳丽广场、大洋百货、宝丽金国际广场、Happy站台                |
| J                                               |      |      | 中山大道 交通路、王府井百货、平安大厦                                               |
| 注： 設有升降機 \| 設有輪椅升降台 \| 設有洗手間 |      |      |                                                                                     |

## 图片集

### 2号线

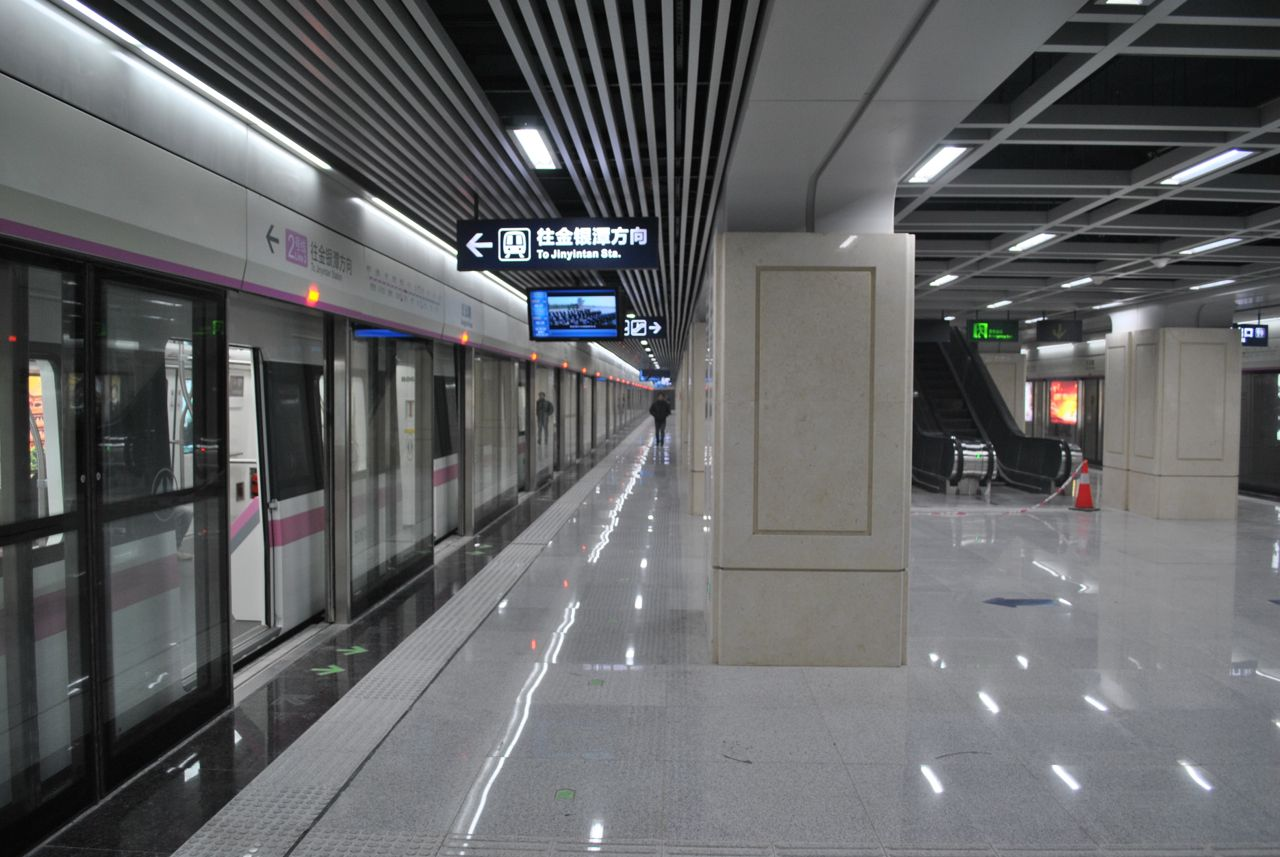
站台
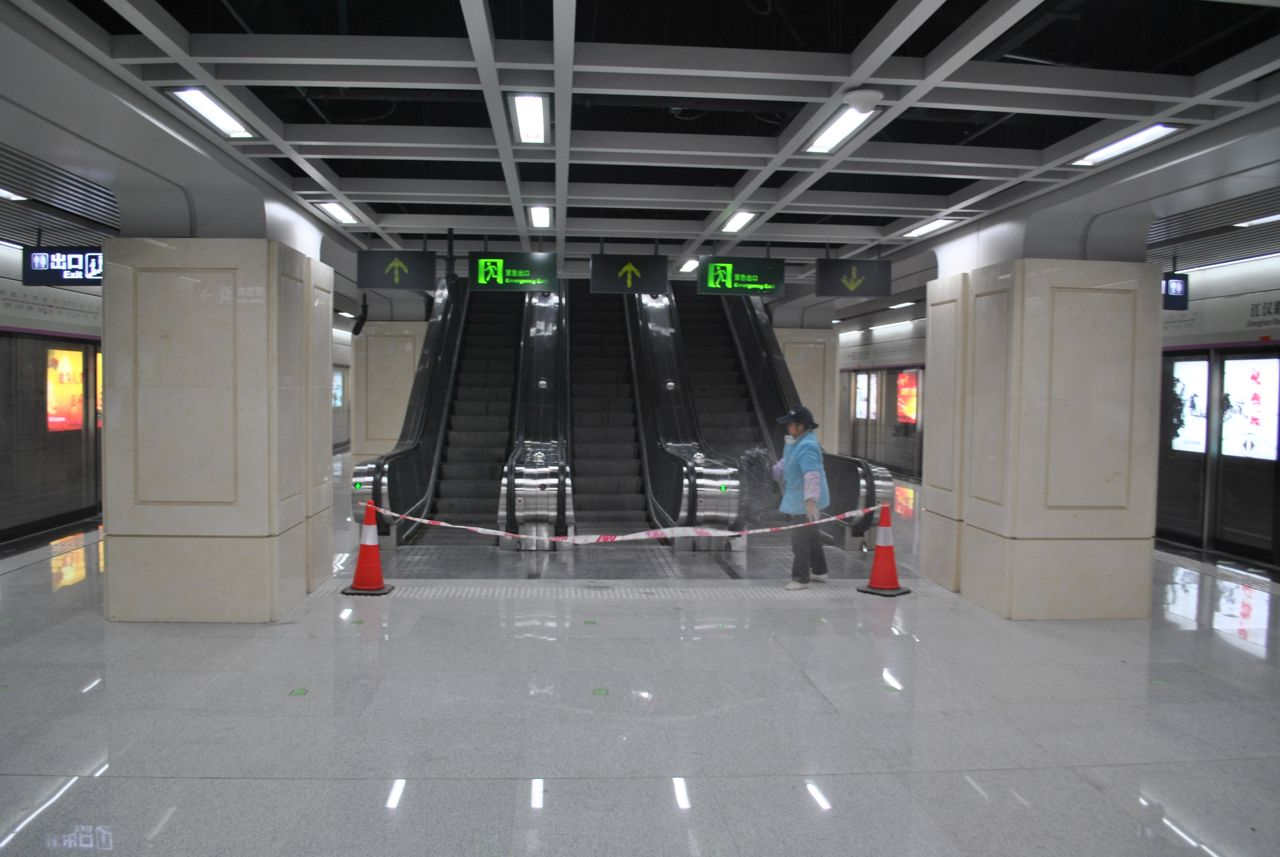
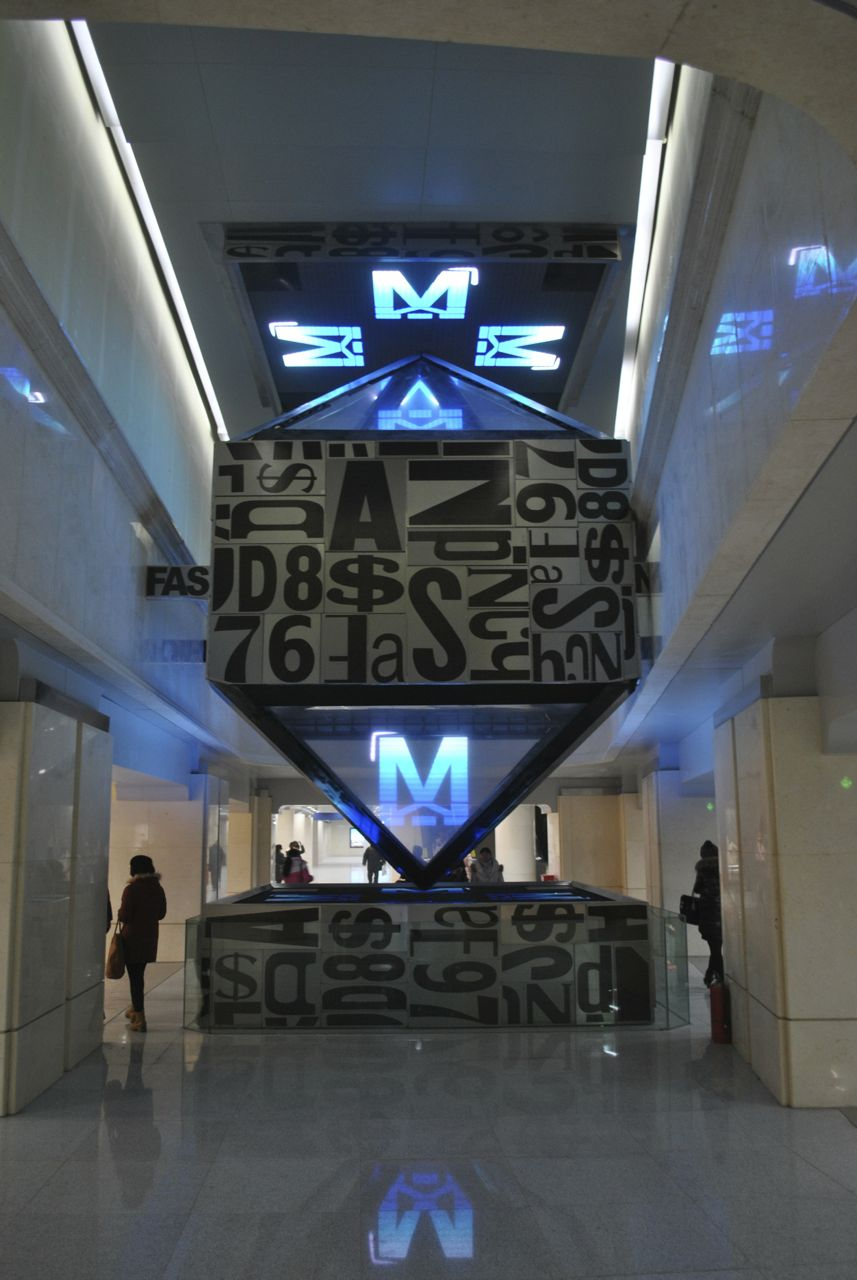
全息投影

### 换乘通道
地铁2号线与6号线在本站呈“L”形交汇，换乘通道连接两线站厅。

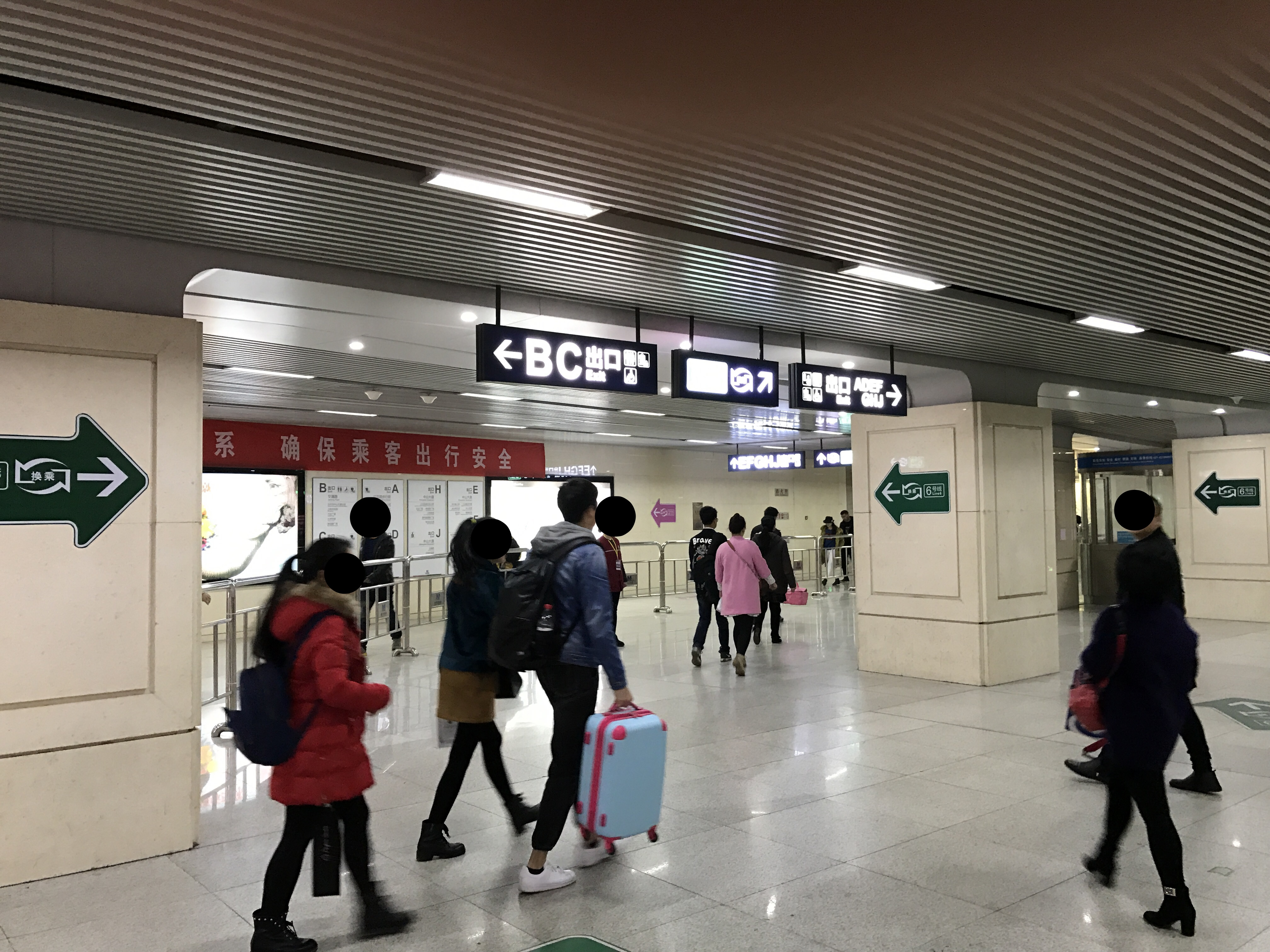
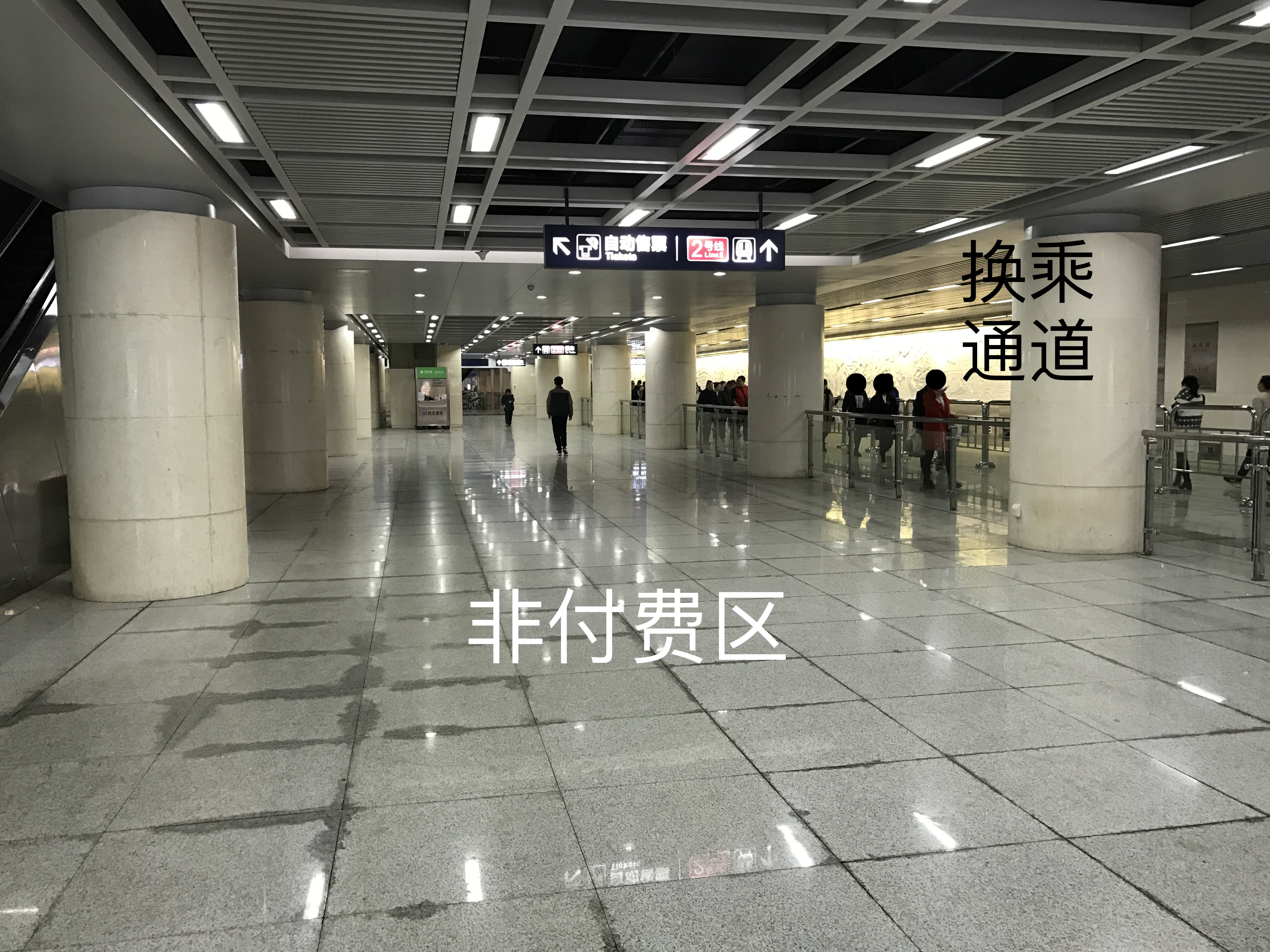
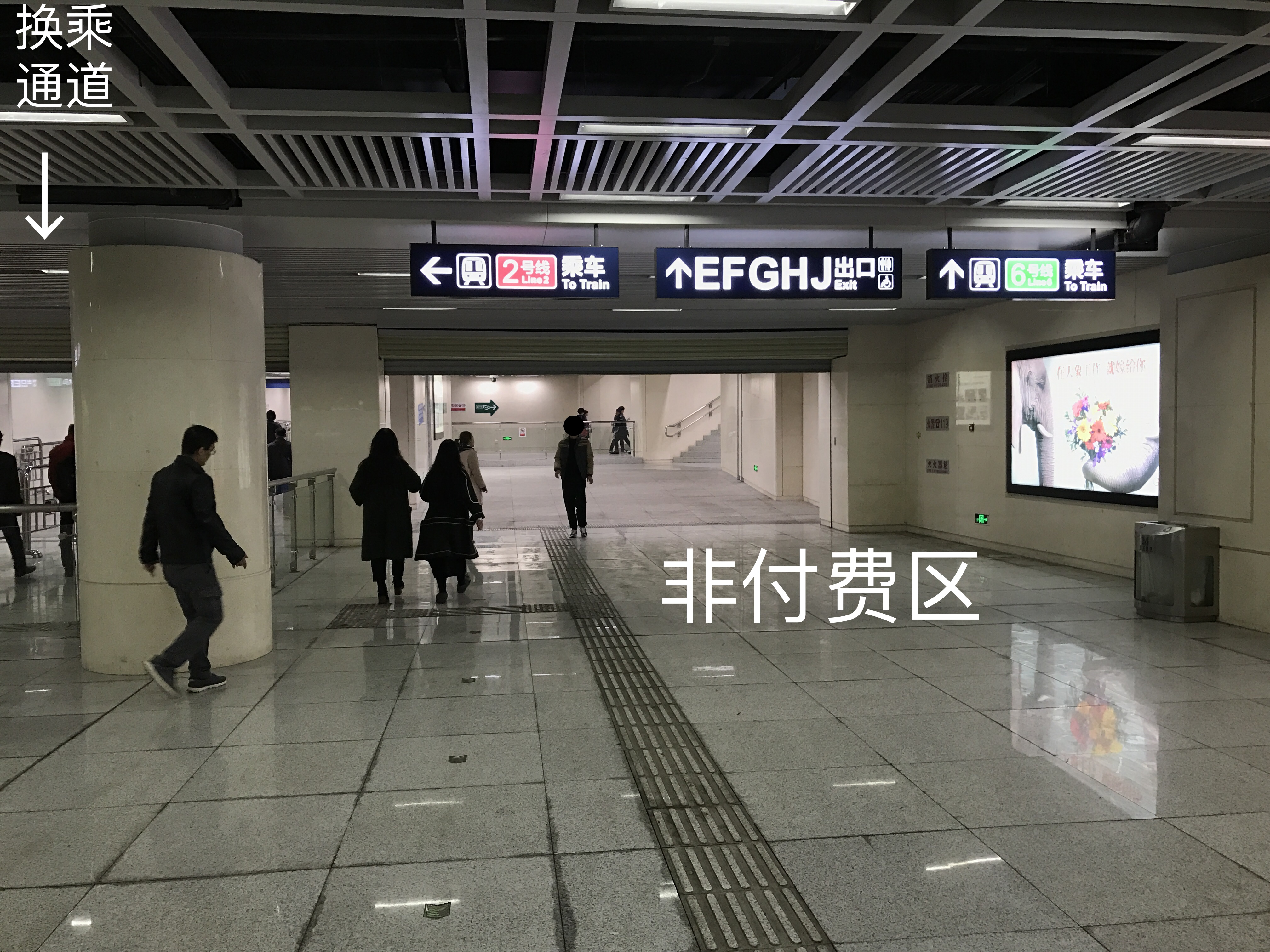
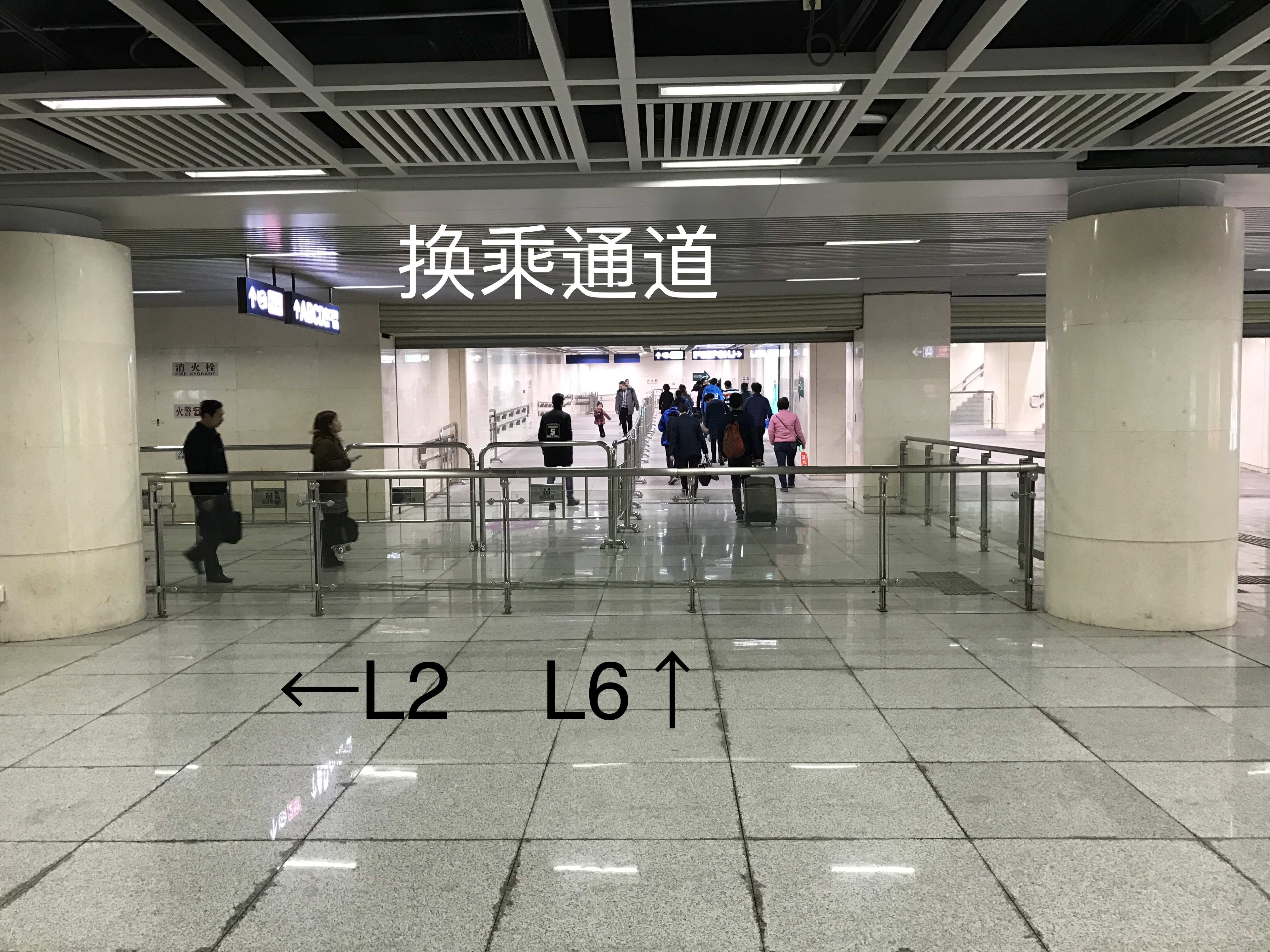
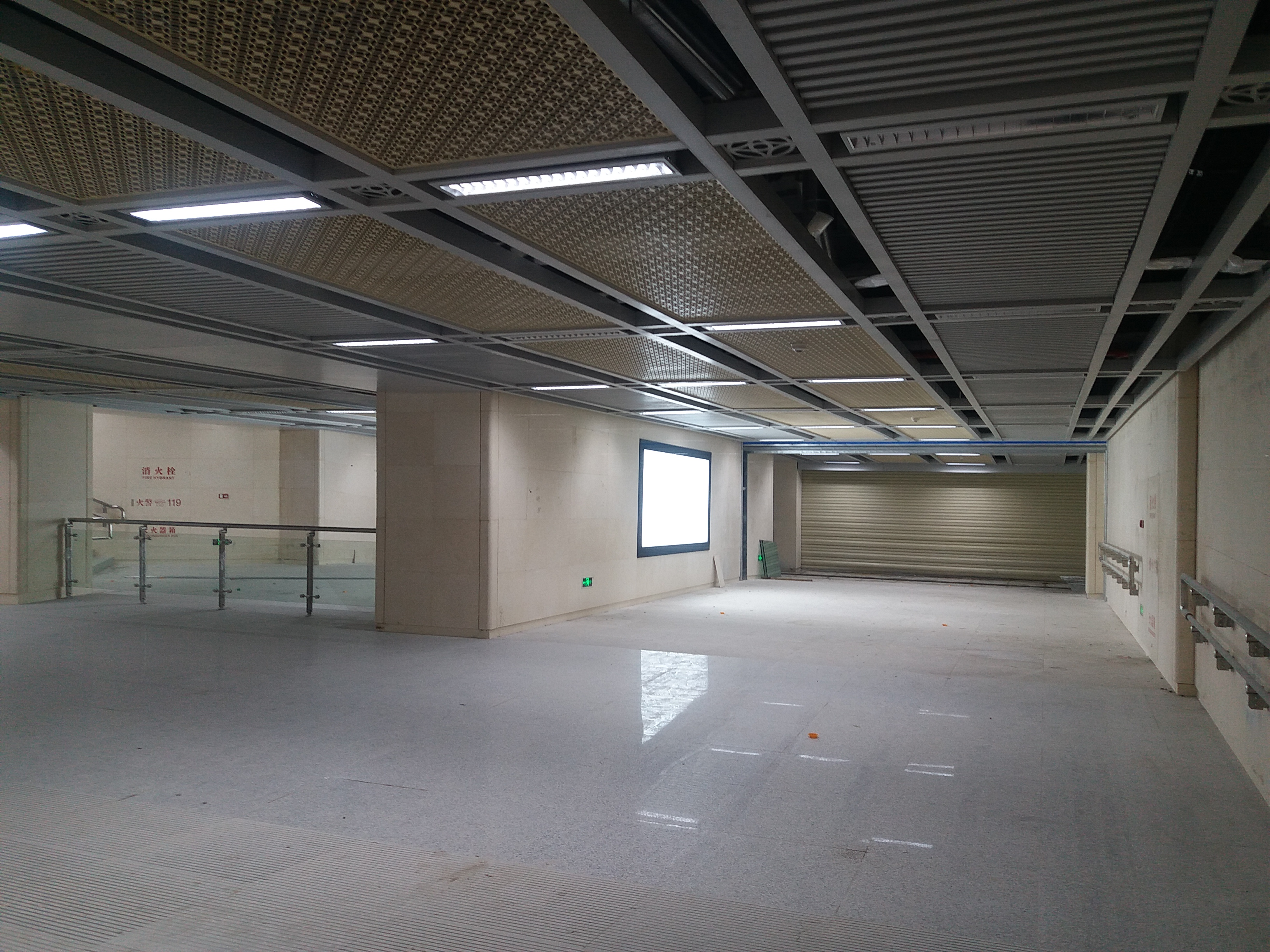

## 接驳交通
中山大道地铁江汉路站：公交1路、24路、408路、581路、711路、727路、电车2路。

## 邻近地区

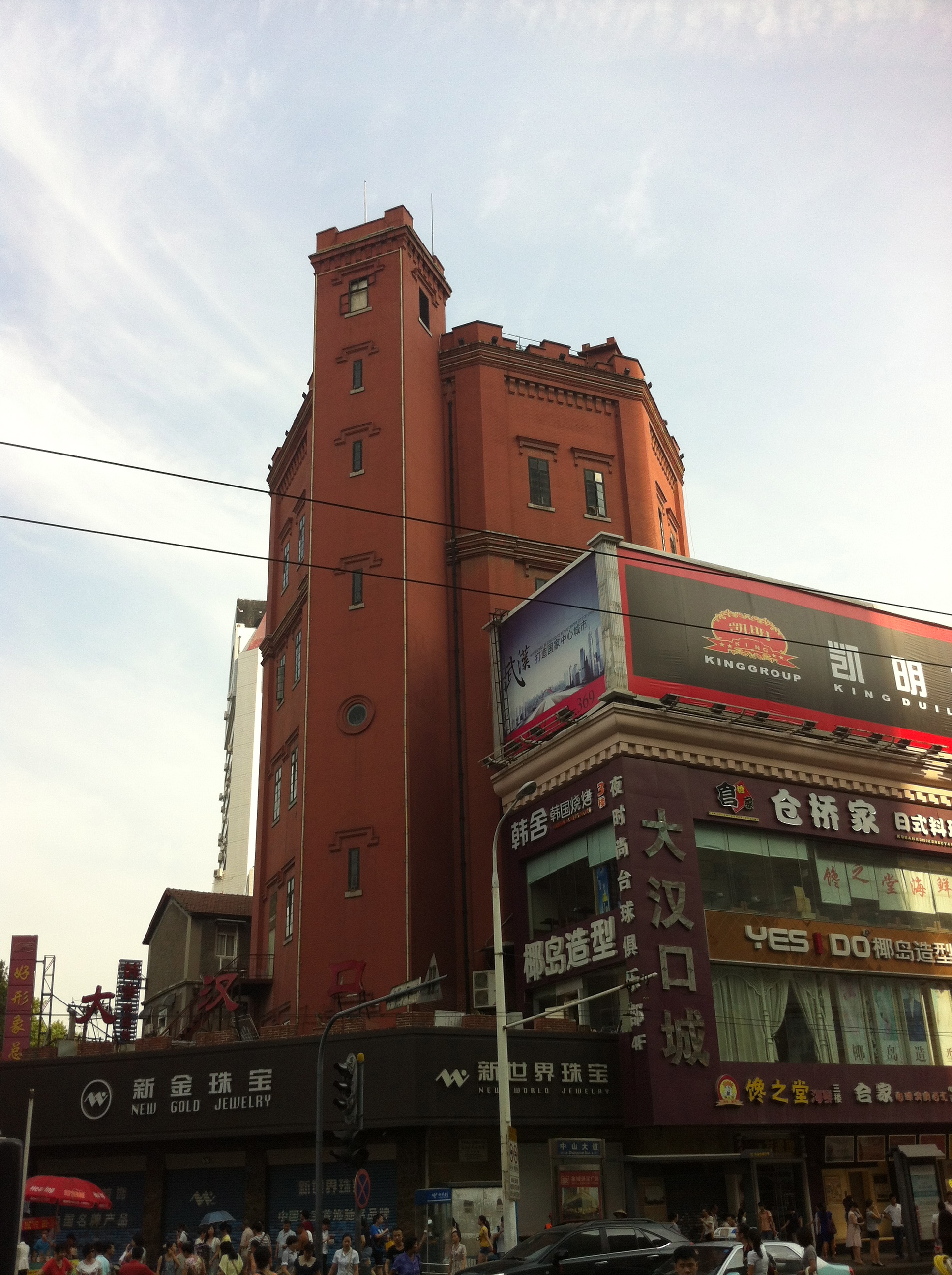
汉口水塔

江汉路，大洋百货，悦荟广场，武汉工艺大楼，上海村，花楼街，王府井百货，汉口水塔，中心百货，江汉关博物馆 （页面存档备份，存于）和武汉市中心医院等。

## 争议
修建2号线时，因拆除了一批优秀的历史建筑，此次事件曾引发广泛争议。
修建6号线时，拆除了江汉路人行天桥，官方称日后会在原址复建。但6号线通车后，复建的计划了无音讯。

### 周黑鸭冠名争议
此站早在2011年12月就已将冠名权拍卖给了周黑鸭公司，
但当时并未引起广泛舆论关注，直到近一年后装修即将完成，有网友在新浪微博上发出一张地铁站内显示“周黑鸭·江汉路站”的站牌时才引起轩然大波。
很多人指责地铁集团拍卖冠名权的做法不妥，但实际上武汉地铁自1号线开始便已将部分站点冠名权拍卖给了部分公司；
也有人指责周黑鸭只是小吃，冠名地铁拉低了档次；
但有评论认为，周黑鸭是武汉特产，如果一定要冠名，让其冠名地铁站并无不妥，对乘客利益影响微乎其微，反而对推广武汉文化有帮助。

### 内部链接
- 武汉地铁车站列表